# Ukrainische 6-Red-Snooker-Meisterschaft
Die ukrainische 6-Red-Snooker-Meisterschaft ist ein jährlich ausgetragenes Snookerturnier in der Variante 6-Red-Snooker in der Ukraine.
Rekordsieger ist der siebenmalige ukrainische Meister Wladyslaw Wyschnewskyj. 2021 fand erstmals ein separates Damenturnier statt, das Marharyta Lissowenko gewann.

## Herrenturnier

### Die Turniere im Überblick
| Jahr | Ukrainischer Meister   | Ergebnis | Finalist            | Halbfinalisten 1       |
| ---- | ---------------------- | -------- | ------------------- | ---------------------- |
| 2015 | Serhij Issajenko       | 5:4      | Witalij Pazura      | Andrij Senyk           |
| 2015 | Serhij Issajenko       | 5:4      | Witalij Pazura      | Serhij Petrasch        |
| 2016 | Wladyslaw Wyschnewskyj | 4:1      | Serhij Issajenko    | Wiktor Myronjuk        |
| 2016 | Wladyslaw Wyschnewskyj | 4:1      | Serhij Issajenko    | Serhij Petrasch        |
| 2017 | Wladyslaw Wyschnewskyj | 4:0      | Oleksandr Sacharow  | Serhij Issajenko       |
| 2017 | Wladyslaw Wyschnewskyj | 4:0      | Oleksandr Sacharow  | Dmytro Ossypenko       |
| 2018 | Wladyslaw Wyschnewskyj | 5:1      | Julian Bojko        | Alan Trigg             |
| 2018 | Wladyslaw Wyschnewskyj | 5:1      | Julian Bojko        | Oleh Haluschko         |
| 2019 | Wladyslaw Wyschnewskyj | 5:0      | Anton Kasakow       | Jurij Semko            |
| 2019 | Wladyslaw Wyschnewskyj | 5:0      | Anton Kasakow       | Serhij Petrasch        |
| 2020 | Julian Bojko           | 5:2      | Alan Trigg          | Anton Kasakow          |
| 2020 | Julian Bojko           | 5:2      | Alan Trigg          | Wladyslaw Wyschnewskyj |
| 2021 | Wladyslaw Wyschnewskyj | 4:0      | Serhij Issajenko    | Heorhij Petrunko       |
| 2021 | Wladyslaw Wyschnewskyj | 4:0      | Serhij Issajenko    | Anton Kasakow          |
| 2022 | Wladyslaw Wyschnewskyj | 4:1      | Matwij Lahodsynskyj | Petro Sydorenko        |
| 2022 | Wladyslaw Wyschnewskyj | 4:1      | Matwij Lahodsynskyj | Anton Kasakow          |
| 2023 | Wladyslaw Wyschnewskyj | 5:4      | Denys Chmelewskyj   | Tang Li                |
| 2023 | Wladyslaw Wyschnewskyj | 5:4      | Denys Chmelewskyj   | Matwij Lahodsynskyj    |
| 2024 | Andrij Kljestow        | 5:4      | Jurij Semko         | Tang Li                |
| 2024 | Andrij Kljestow        | 5:4      | Jurij Semko         | Matwij Lahodsynskyj    |
| 2025 | Kyrylo Bajdala         | 5:1      | Tang Li             | Matwij Lahodsynskyj    |
| 2025 | Kyrylo Bajdala         | 5:1      | Tang Li             | Serhij Petrasch        |

### Rangliste
| Platz | Spieler                | Gold | Silber | Bronze |
| ----- | ---------------------- | ---- | ------ | ------ |
| 1     | Wladyslaw Wyschnewskyj | 7    | 0      | 1      |
| 2     | Serhij Issajenko       | 1    | 2      | 1      |
| 3     | Julian Bojko           | 1    | 1      | 0      |
| 4     | Kyrylo Bajdala         | 1    | 0      | 0      |
| 4     | Andrij Kljestow        | 1    | 0      | 0      |

## Damenturnier
| Jahr | Ukrainische Meisterin | Ergebnis | Finalistin     | Halbfinalistinnen 2 |
| ---- | --------------------- | -------- | -------------- | ------------------- |
| 2021 | Marharyta Lissowenko  | 3:1      | Lilija Zarusch | Marija Dazenko      |
| 2021 | Marharyta Lissowenko  | 3:1      | Lilija Zarusch | Marija Kruk         |
| 2022 | Marharyta Lissowenko  | 4:3      | Lilija Zarusch | Daryna Schaschyna   |
| 2022 | Marharyta Lissowenko  | 4:3      | Lilija Zarusch | Marija Kruk         |